# Anales del Museo Nacional de Costa Rica
Anales del Museo Nacional de Costa Rica (abreviado Anales Mus. Nac. Costa Rica) es una revista científica con ilustraciones y descripciones botánicas que fue publicada en San José, publicándose 9 números desde 1887 hasta 1896. Fue reemplazada por Anales del Instituto Físico-Geográfico y del Museo Nacional de Costa Rica.